# Bana (Komárom-Esztergom)
Bana es un pueblo húngaro perteneciente al distrito de Komárom, condado de Komárom-Esztergom.

## Superficie
Cuenta con una superficie de 25,11 km².

## Demografía
Hasta 2024 la población era de 1503 habitantes, con una densidad de población de 59,85 hab/km².
| Gráfica de evolución demográfica de Bana entre 2020 y 2024 |
|                                                            |
| Datos según la Oficina Central de Estadística de Hungría.  |